# Ted Lavie
Pour les articles homonymes, voir Lavie.
Ted Mondésir Lavie Mienandy est un footballeur franco-congolais né le 19 mars 1986 à Montpellier. Il évolue au poste de defenseur avec le FC Libourne.
Évoluant au poste de défenseur, il est formé aux Girondins de Bordeaux puis joue notamment au SCO Angers, à l'AS Cannes, au Kawkab de Marrakech et à l'AS Cherbourg.

## Biographie
Ted Lavie commence sa carrière professionnelle aux Girondins de Bordeaux. Il est prêté lors de la saison 2006-2007 au FC Gueugnon, puis lors de la saison 2008-2009 au SCO d'Angers.
En 2009, il quitte les Girondins et rejoint l'AS Cannes qui évolue en National. Puis en 2010, il s'exile au Maroc et signe au Kawkab de Marrakech, pour ce qui constitue sa première expérience à l'étranger.
En juillet 2012, Ted Lavie s'engage avec l'AS Cherbourg (club de National). Il quitte le club en fin de saison, et après une saison sans contrat, il s'engage en 2014 avec le Stade bordelais.
Au cours de sa carrière, Ted Lavie a joué un match en Coupe de l'UEFA, trois matchs en Ligue 1 et 23 matchs en Ligue 2, ainsi que huit matchs en 1re division marocaine.